# Campeonato Piauiense de Futebol de 1993
O Campeonato Piauiense de Futebol de 1993 foi o 53º campeonato de futebol do Piauí. A competição foi organizada pela Federação de Futebol do Piauí (FFP) e o campeão foi o 4 de Julho.

## Premiação
| Campeonato Piauiense de 1993      |
| --------------------------------- |
| 4 DE JULHO Bicampeão (2.º título) |